# Cantó d'Estrasburg-9
El cantó d'Estrasburg-9 (alsacià Kanton Stroosburi-9) és una antiga divisió administrativa francesa que estava situada al departament del Baix Rin i a la regió del Gran Est. Comprenia els barris de Koenigshoffen, Montagne-Verte i Elsau.